# 会龙镇 (阜南县)
会龙乡，是中华人民共和国安徽省阜阳市阜南县下辖的一个乡镇级行政单位。

## 行政区划
会龙乡下辖以下地区：
何寨村、郜庄村、臧寨村、闫老村、会龙村、朱寨村、于庄村、卢庄村、闫庙村、大元村和刘庙村。